# 公民名單 (斯洛維尼亞)
公民名單是斯洛維尼亞中間派、古典自由主義政黨，原名葛雷格·維蘭特公民名單。該黨在2011年斯洛維尼亞議會選舉中拿下8席。

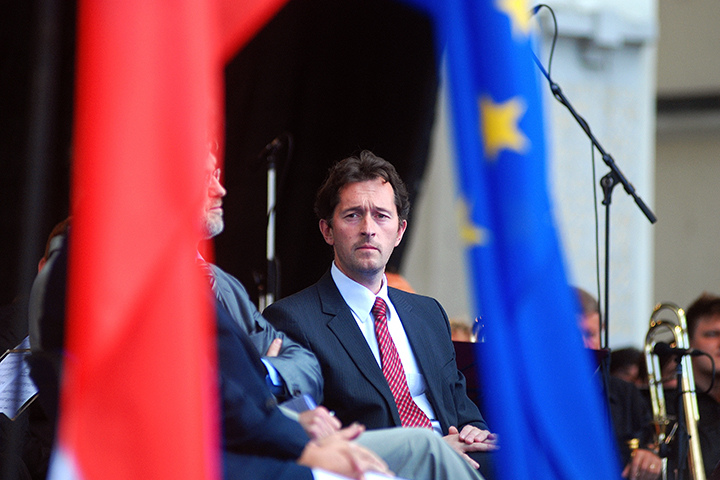
葛雷格·維蘭特在共和聯盟的公開聚會

葛雷格·維蘭特（Gregor Virant）在2004至2008年於亞內茲·揚沙內閣擔任公共行政部長，2011年10月10日起擔任公民平台「共和聯盟」（Zbor za republiko）主席，隨後推出競選名單參加2011年斯洛維尼亞議會選舉。
該黨在2011年10月21日於盧布爾雅那正式成立。 該黨支持者包括 Pipistrel 公司負責人 Ivo Boscarol，他表示他將做為顧問，而不入黨，和經濟學家兼自由主義人士 Rado Pezdir。兩位前斯洛維尼亞憲法法院成員及共和聯盟重要成員－知識分子 Peter Jambrek、法學家 Tone Jerovšek，都表達對維蘭特的支持。
創黨重要人物有經濟學家、前斯洛維尼亞政府宏觀經濟分析與發展機構主任 Janez Šušteršič、前競爭保護辦公室主任 Jani Soršak、前交通部長與前國民議會副議長 Marko Pavliha。 2012年1月，Pavliha 退黨。

## 成立
維蘭特成立新政黨的決定是受到其他新成立政黨的影響，包括斯洛維尼亞積極黨和永續發展黨。創力新政黨的反應不一。過去與維蘭特緊密合作的斯洛維尼亞民主黨稱他的行動「不公平和背信棄義」。 其他各黨的反應較為保留，社會民主黨認為新政黨將是重要的競爭者，而真實黨（Zares）、斯洛維尼亞退休者民主黨和斯洛維尼亞民族黨（Slovenian National Party）歡迎新政黨在選舉中提供更多元的選擇。
新政黨獲得民眾的支持，《勞工報》（Delo）和其他組織將該黨列為民調前三政黨。在政黨成立後的民調中，維蘭特被多數選民認為是最合適的總理人選。
競選活動展開後，該黨與民主黨、積極黨的民調位居前三位。然而，該黨支持度急速下滑。支持度的滑落與維蘭特在公共行政部長任期後的高失業補助醜聞有關。該黨也遭到與民主黨親近的保守媒體的猛烈攻擊。另一方面，他們也被左派自由專欄作家批評其新自由主義經濟黨綱與在LGBT權利等議題上模稜兩可的立場。
2011年大選，該黨得票率8.37%與最初民調有著極大差距，次於積極黨、民主黨與社民黨名列第四。

## 外部連結
- 官方网站